# 沃利亞 (多馬尼夫卡區)
47°48′17″N 30°52′59″E / 47.80472°N 30.88306°E
沃利亞（烏克蘭語：Воля），是烏克蘭南部的村莊，隸屬尼古拉耶夫州的沃茲涅先斯克區。該村面積0.44平方公里，海拔高度91米，2001年人口209，人口密度每平方公里475人。